# Вакапуака (кладбище)
Вакапуа́ка (англ. Wakapuaka Cemetery) — кладбище, расположенное в Бруклендсе, пригороде Нельсона, Новая Зеландия. Слово «Вакапуака» на языке маори означает «груды листьев ака».

## Расположение

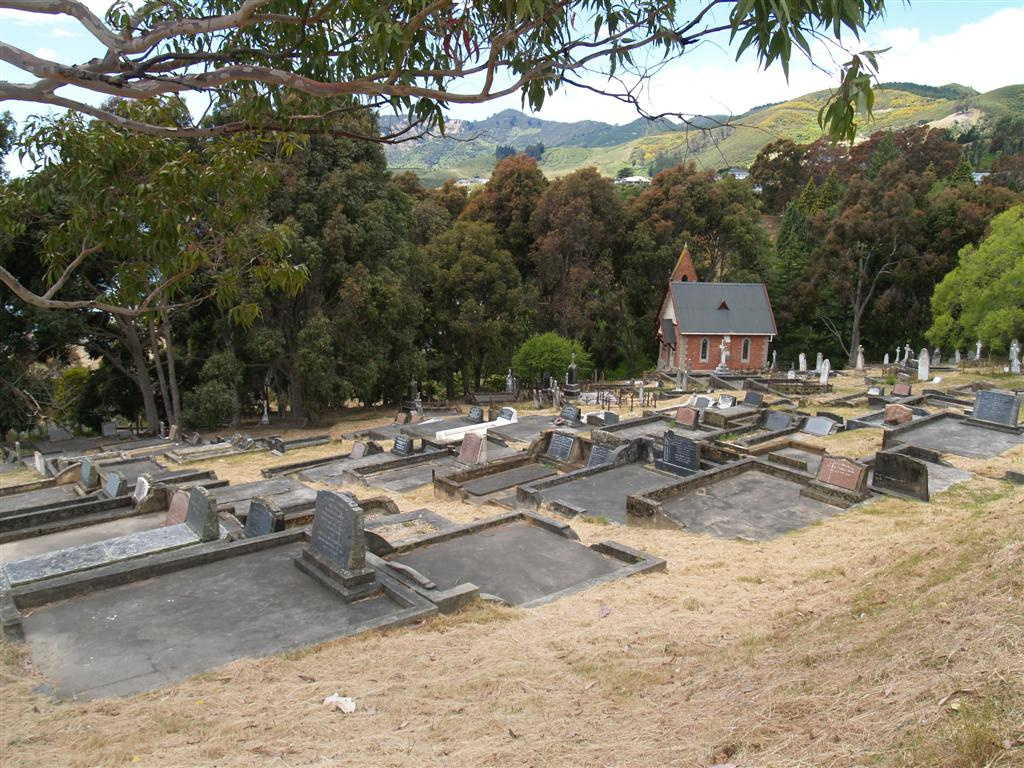
Мемориальная часовня Гарина и множество могил.

Кладбище Вакапуака находится в южной части улицы Атауэй-драйв в Нельсоне, на холме с северо-западной стороны. С кладбища открывается вид на гавань Нельсон, косу Боулдер-Бэнк, залив Тасман и город Нельсон.

## История
Впервые эта территория была обозначена как зона кладбища 18 ноября 1861 года. Первое захоронение, 16-ти месячного младенца Грейс Энни, было произведено 9 декабря 1861 года.
Крематорий был возведён в 1945 году, и с тех пор его колумбарий расширялся. 
На кладбище также находится небольшая мемориальная часовня Гарина, посвящённая святому Михаилу. 
Площадь кладбища Вакапуака в настоящее время составляет 140 000 квадратных метров. На кладбище похоронено более 16 000 человек, среди них жертвы убийств в Маунгатапу. Кладбище легко доступно и в настоящее время является местом прогулок в Нельсоне.
Кладбище закрыто для новых захоронений, за исключением тех, кто ранее приобрёл участки для семейного захоронения, однако на лужайке возле главного входа есть место для кремационных табличек. Территория, не приспособленная для традиционных захоронений, рассматривается в качестве зоны естественных захоронений, которая будет расположена в верхней восточной части кладбища.
У ворот кладбища имеются информационные указатели, проложено несколько исторических маршрутов, в том числе:
- Тропа воспоминаний о мэрах, которая даёт представление о городском совете Нельсона 1874—1913 гг.
- Тропа «Знаменитые женщины» рассказывает об историях женщин Нельсона.
- Прогулка по итальянскому мемориалу рассматривает истории итальянской иммиграции.

Записи о захоронениях на всех кладбищах Нельсона доступны на веб-сайте городского Совета. Там же можно скачать подробную карту расположения участков.

## Известные личности
На кладбище Вакапуака похоронены:
- Томас Бруннер[англ.] (1821—1874), исследователь района Нельсон и Западного побережья;
- Артур Коллинз[англ.] (1832—1911), член парламента;
- Джозеф Додсон[англ.] (ок. 1811—1890), первый мэр Нельсона[англ.];
- Чарльз Фелл[англ.] (1844—1918), мэр Нельсона;
- Адриан Хейтер[англ.] (1914—1990), солдат, моряк, руководитель антарктической экспедиции, писатель[4];
- Джозеф Левиен[англ.] (ок. 1810—1876), второй мэр Нельсона;
- Ричард Ривз[англ.] (1836—1910), член парламента и Законодательного совета;
- Уильям Уэллс[англ.] (1810—1893), член парламента.

## Воинские захоронения

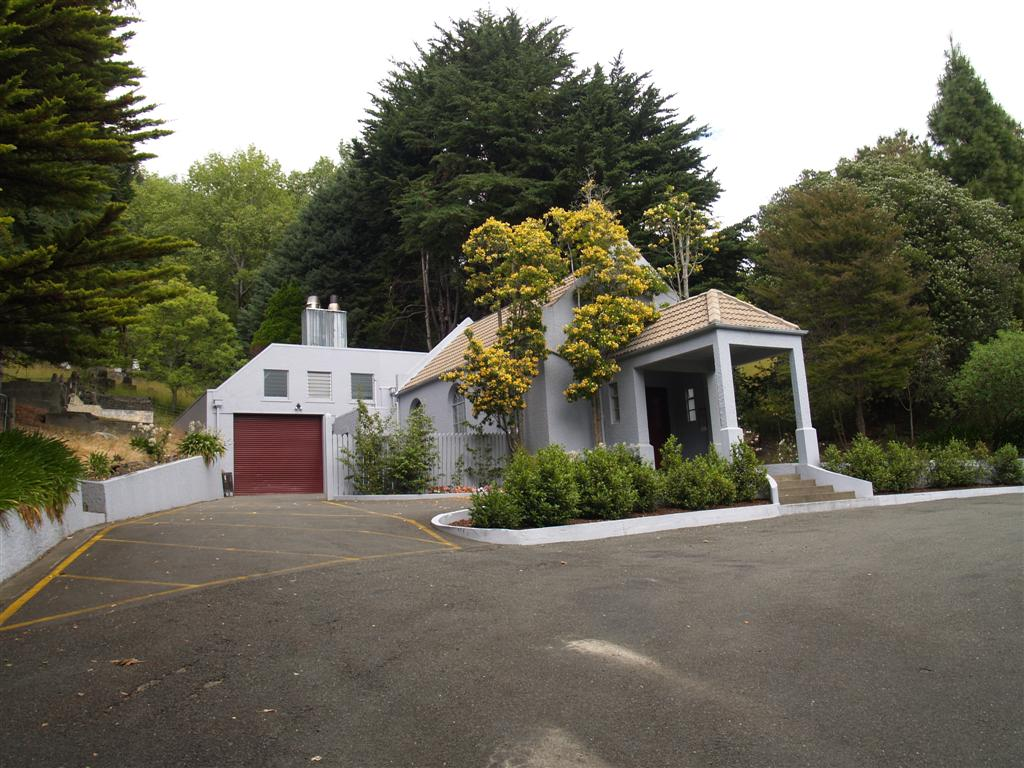
Крематорий Вакапуака

На кладбище похоронены восемь военнослужащих Содружества времен Первой мировой войны и 22 военнослужащих Второй мировой войны. Есть также мемориальная доска Комиссии по военным захоронениям Содружества в память о кремированном военнослужащем последней войны.

## Мемориальная часовня Гарина
Мемориальная часовня Гарина посвящена первому католическому священнику, служившему в Нельсоне, отцу Гарину. Он прослужил в Новой Зеландии 48 лет и так и не вернулся в свой дом во Франции. Строительство часовни было завершено в октябре 1890 года. Длина часовни составляет семь метров, а ширина — пять метров. Камень был добыт в Кентербери и Отаго. Сомервиль разработал проект часовни. Отец Гарин похоронен в склепе часовни.